# Planeta V
Planeta V – hipotetyczna piąta planeta Układu Słonecznego, która miała niegdyś obiegać Słońce pomiędzy Marsem a pasem planetoid. Jej istnienie zaproponowali pracujący dla NASA naukowcy John Chambers i Jack Lissauer jako możliwe wyjaśnienie Wielkiego Bombardowania, mającego miejsce w hadeiku.

## Hipoteza
Według hipotezy w czasie powstawania planet w Układzie Słonecznym utworzyło się pięć planet skalistych. Piąta planeta krążyła po orbicie o małym mimośrodzie o półosi wielkiej 1,8–1,9 au. Orbita ta została zdestabilizowana przez perturbacje ze strony innych planet, planeta trafiła na ekscentryczną orbitę przecinającą wewnętrzny pas planetoid. Rozproszone planetoidy znalazły się na torach przecinających orbitę Marsa, orbitach rezonansowych, a także przecinających orbitę Ziemi, czasowo zwiększając częstość uderzeń w Ziemię i Księżyc. Wreszcie planeta trafiła na orbitę rezonansową o półosi wielkiej 2,1 au i spadła na Słońce.

## Testy hipotezy
Jako pierwszy test hipotezy przeprowadzono 36 symulacji komputerowych Układu Słonecznego z dodatkową planetą typu ziemskiego, badając różne parametry opisujące orbitę hipotetycznego ciała i jego masę. Stwierdzono, że średni czas w którym Planeta V zostaje zniszczona wzrasta od 100 do 400 mln lat przy zmianie półosi wielkiej z 1,8 do 1,9 au. W późniejszej pracy w czasopiśmie „Icarus” Chambers przedstawił wyniki 96 symulacji. W jednej czwartej symulacji Planeta V została wyrzucona lub wpadła na Słońce bez kolizji z innymi planetami wewnętrznymi; działo się tak najczęściej, jeśli masa planety była mniejsza niż 0,25 masy Marsa. W innych przypadkach uznano, że symulacja nie zakończyła się sukcesem: dochodziło do kolizji planet, lub piąta planeta pozostawała w Układzie Słonecznym przez cały symulowany okres 1 mld lat. Aby sprawdzić, czy ten scenariusz może zwiększyć częstość uderzeń w Księżyc, uczeni dodali do symulacji testowe cząstki. Po początkowym spadku, liczba cząstek na orbitach przecinających ziemską wzrosła, gdy Planeta V weszła w obręb wewnętrznego pasa planetoid, zgodnie z oczekiwaniem.
Hipotezę tę zbadali później Ramon Brasser i Alessandro Morbidelli, koncentrując się na skali bombardowania wywołanego przez hipotetyczną planetę. Obliczyli, że aby wywołać Wielkie Bombardowanie, zgodne z ocenami opartymi na liczbie kraterów na Księżycu, Planeta V musiałaby usunąć 95% planetoid z pasa istniejącego przed tą epoką, lub 98% wewnętrznego pasa planetoid (o półosiach wielkich < 2,5 au). Taki scenariusz wymagałby obecności planety o masie 0,5 masy Marsa na orbicie przecinającej cały pas planetoid przez 300 milionów lat. W żadnej symulacji nie był obserwowany taki scenariusz. W kilku procentach symulacji planeta pozostawała w wewnętrznej części pasa dostatecznie długo, ale aby wywołać Wielkie Bombardowanie, wewnętrzny pas musiałby mieć początkowo 4-13 razy większą masę i 10-24 razy większe zagęszczenie orbit, niż pozostała część pasa.
Przebadany został także scenariusz, w którym źródłem impaktorów byłyby domniemane pasy planetoid krążące pomiędzy planetami wewnętrznymi. Autorzy zwrócili uwagę, że brak obserwowanych pozostałości takich pasów nakłada silne ograniczenie na tę hipotezę, wymagając utraty 99,99% krążących tam obiektów przed zniszczeniem Planety V. W symulacjach z pasem pomiędzy orbitami Wenus i Ziemi udało się uzyskać taki rezultat w 66% symulacji, ale w żadnej ze stabilniejszym pasem planetoid między orbitami Ziemi i Marsa. Brasser i Morbidelli uznali, że pas między Ziemią a Marsem nie mógł zawierać dużej populacji ciał. Wprawdzie możliwe byłoby wywołanie Wielkiego Bombardowania przez Planetę V wskutek zaburzenia gęstego pasa między orbitami Wenus i Ziemi, ale modele powstawania planet nie przewidują dużych różnic populacji planetoid w ewentualnych pasach w wewnętrznym Układzie Słonecznym.

## Alternatywny scenariusz
Jako alternatywne wytłumaczenie Wielkiego Bombardowania przy udziale Planety V zaproponowano scenariusz, w którym zderzyła się ona z Marsem, tworząc basen uderzeniowy Borealis na północnej półkuli. Materia wyrzucona wskutek takiego katastroficznego zdarzenia miałaby inny rozkład wielkości niż obiekty z pasa planetoid, z większym udziałem mniejszych obiektów. To skutkowałoby powstaniem mniejszej liczby basenów uderzeniowych na Księżycu i planetach wewnętrznych w stosunku do zwykłych kraterów.